# Electronic Entertainment Expo 2003
 (mars 2020).
Si vous disposez d'ouvrages ou d'articles de référence ou si vous connaissez des sites web de qualité traitant du thème abordé ici, merci de compléter l'article en donnant les références utiles à sa vérifiabilité et en les liant à la section « Notes et références ».
L’Electronic Entertainment Expo 2003, communément appelé E3 2003, est la 9e édition d'un salon exclusivement consacré aux jeux vidéo. Il s'est tenu du 13 au 15 mai au Los Angeles Convention Center (LACC) à Los Angeles.
Note : « MP » signifie « Multi Plates-formes » et indique que le jeu est sorti sur plusieurs supports, exemple : PC, PlayStation 2 (PS2), GameCube (NGC), Xbox.

## Meilleur jeu du salon
- Full Spectrum Warrior (THQ / Xbox)
- Gran Turismo 4 (SCE / PS2)
- Half-Life 2 (VU Games / PC)
- Halo 2 (Microsoft / Xbox)
- Prince of Persia : les Sables du temps (Ubi Soft / PC, PS2, Xbox, GC)

## Jeu le plus original
- Boktai (Konami / Game Boy Advance)
- Evil Genius (VU Games / PC)
- Fable (Microsoft / Xbox)
- Full Spectrum Warrior (THQ / Xbox)
- The Movies (Activision / PC)

## Meilleur jeu PC
- Call of Duty (Activision / PC)
- Deus Ex: Invisible War (Eidos / PC, Xbox)
- Half-Life 2 (VU Games / PC)
- Halo (Microsoft / PC)
- The Sims 2 (EA / PC)

## Meilleur jeu console
- Fable (Microsoft / Xbox)
- Full Spectrum Warrior (THQ / Xbox)
- Gran Turismo 4 (SCE / PS2)
- Halo 2 (Microsoft / Xbox)
- Prince of Persia : les Sables du temps (Ubisoft / PC, PS2, Xbox, GC)
- The Legend of Zelda: The Wind Waker (Nintendo / GC)

## Meilleur jeu d'action
- Call of Duty (Activision / PC)
- Half-Life 2 (VU Games / PC)
- Halo 2 (Microsoft / Xbox)
- Medal of Honor Rising Sun (EA / Xbox, PS2, GC)
- Unreal Tournament 2004 (Infogrames / PC)

## Meilleur jeu d'action / aventure
- Jak II : Hors-la-loi (SCE / PS2)
- Ninja Gaiden (Tecmo / Xbox)
- Prince of Persia : les Sables du temps (Ubisoft / PC, PS2, Xbox, GC)
- Starcraft: Ghost (VU Games / Xbox, PS2, GC)
- Viewtiful Joe (Capcom / GC)

## Meilleur jeu de combat
- Dead or Alive: Online (Tecmo / Xbox)
- Onimusha: Blade Warriors (Capcom / PS2)
- Soul Calibur II (Namco / Xbox, PS2, GC)
- Virtua Fighter 4 Evolution (Sega / PS2)

## Meilleur jeu de rôle
- Deus Ex: Invisible War (Eidos / PC, Xbox)
- Fable (Microsoft / Xbox)
- Final Fantasy X-2 (Square Enix / PS2)
- Star Wars: Knights of the Old Republic (LucasArts / PC, Xbox)
- Vampire: The Masquerade - Bloodlines (Activision / PC)

## Meilleur jeu de course
- F-Zero GX (Nintendo / GC)
- Gran Turismo 4 (SCE / PS2)
- Need for Speed Underground (EA / PC, Xbox, PS2, GC)
- Mario Kart: Double Dash!! (Nintendo / GC)
- Project Gotham Racing 2 (Microsoft / Xbox)

## Meilleur jeu de simulation
- Flight Simulator 2004: A Century of Flight (Microsoft / PC)
- Full Spectrum Warrior (THQ / Xbox)
- Secret Weapons Over Normandy (LucasArts / PC, Xbox, PS2)
- The Sims 2 (EA / PC)
- The Movies (Activision / PC)

## Meilleur jeu de sport
- Amped 2 (Microsoft / Xbox)
- Madden NFL 2004 (EA / PC, Xbox, PS2, GC)
- NFL 2K4 (Sega / Xbox, PS2)
- SSX 3 (EA / Xbox, PS2, GC)
- Tony Hawk's Underground (Activision / Xbox, PS2, GC)

## Meilleur jeu de stratégie
- Evil Genius (VU Games / PC)
- Homeworld 2 (VU Games / PC)
- Pikmin 2 (Nintendo / GC)
- Rise of Nations (Microsoft / PC)
- Rome: Total War (Activision / PC)

## Meilleur jeu convivial / puzzle
- The EyeToy Games (SCEE / PS2)
- Karaoke Revolution (Konami / PS2)
- Mario Party 5 (Nintendo / GC)
- Nintendo Puzzle Collection (Nintendo / GC)
- Xbox Music Mixer (Microsoft / Xbox)

## Meilleur jeu en ligne multijoueur
- City of Heroes (NCsoft / PC)
- EverQuest II (Sony Online / PC)
- Final Fantasy XI (Square Enix / PC, PS2)
- Mythica (Microsoft / PC)
- Star Wars Galaxies: An Empire Divided (LucasArts / PC)
- World of Warcraft (VU Games / PC)

## Meilleur périphérique / matériel
- Driving Force Pro (Logitech / PS2)
- EyeToy (Sony Computer Entertainment / PS2)
- GeForce FX 5900 (Nvidia / PC)
- Helix Gaming Device (Tapwave)
- Radeon 9800 (ATI / PC)